# 金华镇 (剑川县)
金华镇，是中华人民共和国云南省大理白族自治州剑川县下辖的一个乡镇级行政单位。

## 行政区划
金华镇下辖以下地区：
东门社区、南门社区、西门社区、北门社区、城北社区、金龙村、永丰村、龙营村、龙凤村、文榜村、桑岭村、乐寿村、新仁村、邑平村、金星村、金和村、梅园村、三河村、双河村、庆华村、清坪村、向前村和文华村。

## 中国传统村落
- 2012年12月，剑川古城被评为首批“中国传统村落”。
- 2013年8月，三河村、向湖村被评为第二批中国传统村落。